# Siberian Light Aviation
Siberian Light Aviation - (SiLA) (in russo: Сибирская Легкая авиация, Sibirskaya Legkaya aviatsiya, "Aviazione leggera siberiana") è una compagnia aerea russa che opera con aeromobili turboelica per voli regionali in Siberia. Ha ricevuto il certificato di operatore aereo per il trasporto commerciale nel 2014. In russo, la parola "sila" significa "forza".

## Flotta
Al dicembre 2022, Siberian Light Aviation opera con 4 Antonov An-28 e 7 Let L 410.

## Incidenti
- 16 luglio 2021: il volo Siberian Light Aviation 42, un Antonov An-28 che operava da Kedrovy a Tomsk, in Russia, ha subito un'avaria ai motori dopo circa mezz'ora di volo. L'aereo ha tentato un atterraggio di emergenza in una foresta della Siberia, ma si è ribaltato. Tutti i 14 passeggeri e i quattro membri dell'equipaggio sono sopravvissuti.[3]
- 12 settembre 2021: il volo Siberian Light Aviation 51, da un Let L 410 operato dalla Aeroservice per conto di SiLA, dall'aeroporto di Irkutsk all'aeroporto di Kazachinskoye, si è schiantato in una foresta a circa 4 km dalla pista dell'aeroporto di Kazachinskoye. Sebbene i due membri dell'equipaggio e i 14 passeggeri siano sopravvissuti all'incidente, il copilota e tre passeggeri sono poi morti per le ferite riportate nell'incidente.[4]